# Janusz Kaczmarek

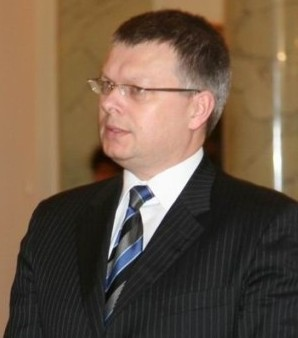
Janusz Kaczmarek im Jahr 2007

Janusz Kazimierz Kaczmarek (* 25. Dezember 1961 in Gdynia) ist ein polnischer Jurist und Politiker. 2005 bis Anfang 2007 war er Generalstaatsanwalt und von Februar bis August 2007 polnischer Innenminister.

## Leben und Beruf
Kaczmarek absolvierte ein rechtswissenschaftliches Studium an der Universität Danzig. Anschließend arbeitete er bei den Bezirksstaatsanwaltschaften in Elbląg und ab 1988 in Danzig. Von 1993 bis 2000 war er Bezirksstaatsanwalt in Gdynia. 2000 wechselte er in gleicher Funktion nach Danzig und 2001 wurde er stellvertretender Generalstaatsanwalt der Republik Polen. Nachdem er 2002 Berufungsstaatsawalt in Danzig geworden war, wurde er 2005 zum Generalstaatsanwalt Polens ernannt. Das Amt hatte er bis zur Berufung zum Innenminister inne. Seit 2010 ist Kaczmarek als Rechtsanwalt zugelassen. 2012 wurde er an der Universität Białystok mit der Arbeit „Kriminologische und rechtliche Aspekte des Verbrechens der Geiselnahme und -haltung (Artikel 252 des Strafgesetzbuches)“ promoviert. Er veröffentlicht regelmäßig Beiträge in rechtswissenschaftlichen Zeitschriften.

## Politik
Während der Volksrepublik Polen gehörte Kaczmarek dem Sozialistischen Jugendverband und zeitweise der Stronnictwo Demokratyczne an. In der zweiten Hälfte der 1980er Jahre trat er der Polnischen Vereinigten Arbeiterpartei bei.
Bei der Parlamentswahl 1993 kandidierte er für den Bezpartyjny Blok Wspierania Reform zum Sejm, erreichte aber kein Abgeordnetenmandat. Am 8. Februar 2007 wurde er zum polnischen Innenminister und am 14. März 2007 auch in den Nationalen Sicherheitsrat berufen.
Kaczmarek wurde am 8. August 2007 nach sieben Monaten aus dem Amt des Innenministers entlassen. Der Premier Jarosław Kaczyński warf Kaczmarek vor, er habe eine Geheimaktion gestört und damit verhindert, dass der Samoobrona-Führer und damalige Landwirtschaftsminister Andrzej Lepper der Korruption überführt werden konnte. Ein Tag nach seiner Demissionierung ließ die Staatsanwaltschaft seine Wohnungen und Büroräume durchsuchen.
Am 13. August 2007 wurde er von LPR und Samoobrona RP als Kandidat auf den Ministerpräsidentenposten vorgeschlagen, den er nach einem Misstrauensvotum gegen Jarosław Kaczyński, bekommen sollte. Janusz Kaczmarek stimmte seiner Kandidatur zu. Am 30. August wurde Kaczmarek im Morgengrauen in der Wohnung des Regisseurs Sylwester Latkowski verhaftet. Kaczmarek wurde Untersuchungsbehinderung und Falschaussagen vorgeworfen. Am 31. August wurde er aus der Haft entlassen. Kaczmarek hatte seinerseits behauptet, die Regierung habe in den letzten Monaten systematisch Freunde und Feinde abhören lassen. Das Verfahren gegen ihn wurde am 11. März 2008 in zwei Verfahren aufgeteilt. Der Vorwurf der Falschaussage wird von der Staatsanwaltschaft Warschau bearbeitet, die Staatsanwaltschaft Białystok befasst sich hingegen mit dem Vorwurf des Amtsgeheimnisverrates. 2009 wurde dieses Verfahren eingestellt.